# 李延真
李延真（?—?），湖北省麻城縣人，清朝政治人物、進士出身。
光緒三十年，會試第123名；殿試登進士三甲第24名，后分發為知縣。